# La Bastide-de-Bousignac
La Bastide-de-Bousignac település Franciaországban, Ariège megyében. Lakosainak száma 336 fő (2022. január 1.). La Bastide-de-Bousignac Besset, Dun, Lagarde, Mirepoix, Roumengoux, Saint-Julien-de-Gras-Capou, Saint-Quentin-la-Tour és Troye-d’Ariège községekkel határos.

## Népesség
A település népességének változása:
| Lakosok száma | 251  | 296  | 311  | 332  | 338  | 335  | 338  | 340  | 339  | 336  |
|               | 1968 | 1982 | 1990 | 2006 | 2013 | 2015 | 2017 | 2019 | 2020 | 2022 |